# 野崎–桧山–岸反应
野崎-桧山-岸反应（Nozaki-Hiyama-Kishi反应，简称“NHK反应”）是由镍或铬介导的烯丙基或乙烯基卤与醛偶联为醇的反应。该反应的反应形式与Barbier反应相同。

## 历史
该反应系由日本化學家高井和彦、野崎一和檜山爲次郎在1977年报道，其最早发现的为铬(II)催化的苯甲醛与烯丙基氯间的偶联，其中铬(II)盐由氯化铬与氢化铝锂作用制得。
1983年反应适用范围被拓展至以乙烯基卤、三氟甲磺酸酯和芳基碘化物或溴化物作为底物。 研究发现反应效果与氯化亚铬的来源有很大关系。1986年，高井和彦等人发现了氯化亚铬中的镍杂质对碳-铬键形成有明显的促进作用，从而发现镍对反应的共催化作用。 
同年，岸義人等在合成砂葵毒素时，也分别发现镍的催化作用。

## 反应特点
1. 反应条件温和，可在酮存在下选择性地与醛反应，而酰胺基、酯基、氰基等基团均不受影响。
2. 巴豆基型铬试剂具有高度的立体选择性，无论E型还是Z型试剂均形成anti产物。
3. 适当溶剂中，当醛上含较大基团时，可得相反的立体选择性。
4. 二取代烯基铬试剂反应时双键的立体构型保持，但是三取代的卤代烯烃反应时，E型和Z型烯烃均得E型异构体。
5. 在制备烯丙型铬试剂的条件下，卤代烷和卤代烯均不受影响。
6. 有机铬试剂属硬亲核试剂，与α,β-不饱和羰基化合物反应一般只得1,2-加成产物。
7. 有机铬试剂碱性弱，可进行取代反应而非消除反应。
8. NHK反应可在分子间或分子内进行，且几乎可形成任意大小的环。
9. 一般常用的反应溶剂为二甲基甲酰胺、二甲亚砜。
10. 反应也可用乙酸钯作共催化剂。

反应缺点是需要用到过量有毒的铬，且铬(II)为单电子试剂，需用两摩尔。 Furstner 和 Shi 发展了仅需催化量铬的三元体系 CrCl3-TMSCl-Mn，铬(II)可经 Mn 或电化学还原得到再生。

## 反应机理
镍(II)为两摩尔计量的铬(II)还原为镍(0)，铬则被氧化为铬(III)，接着镍对碳卤键发生氧化加成，生成烯基镍中间体 R-Ni(II)-X，并与铬(III)发生转金属作用，产生烯基铬中间体 R-Cr(III)-X，同时再生镍(II)。上述烯基铬中间体最后与羰基化合物发生亲核加成，得到最终产物。